# Episodi di Marco e Star contro le forze del male (quarta stagione)
La quarta ed ultima stagione della serie animata Marco e Star contro le forze del male, composta da 21 episodi, è stata trasmessa sul canale statunitense Disney Channel  dal 10 marzo al 19 maggio 2019.
In Italia questa stagione non è mai stata pubblicata ufficialmente, sebbene sia stata doppiata e sia disponibile come traccia audio su Disney+ in altri paesi.
| nº | Titolo originale                               | Titolo italiano                                       | Prima TV USA   | Prima TV Italia |
| -- | ---------------------------------------------- | ----------------------------------------------------- | -------------- | --------------- |
| 1  | Butterfly Follies                              | Le follie di Butterfly                                | 10 marzo 2019  | inedita         |
| 2  | Escape from the Pie Folk                       | Fuga dai pasticcieri                                  | 10 marzo 2019  | inedita         |
| 3  | Moon Remembers                                 | Moon ricorda                                          | 17 marzo 2019  | inedita         |
| 3  | Swim Suit                                      | Costume da bagno                                      | 17 marzo 2019  | inedita         |
| 4  | Ransomgram                                     | In ostaggio                                           | 17 marzo 2019  | inedita         |
| 4  | Lake House Fever                               | La febbre della casa del lago                         | 17 marzo 2019  | inedita         |
| 5  | Yada Yada Berries                              | Le bacche Yada Yada                                   | 24 marzo 2019  | inedita         |
| 5  | Down by the River                              | Lungo il fiume                                        | 24 marzo 2019  | inedita         |
| 6  | The Ponyhead Show!                             | Lo show di Testa di Pony                              | 24 marzo 2019  | inedita         |
| 6  | Surviving the Spiderbites                      | I Morsodiragno sopravvivranno                         | 24 marzo 2019  | inedita         |
| 7  | Out of Business                                | Cessata attività                                      | 31 marzo 2019  | inedita         |
| 7  | Kelly's World                                  | Il mondo di Kelly                                     | 31 marzo 2019  | inedita         |
| 8  | Curse of the Blood Moon                        | Il maleficio della luna di sangue                     | 31 marzo 2019  | inedita         |
| 9  | Princess Quasar Caterpillar and the Magic Bell | La principessa Quasar Caterpillar e la campana magica | 7 aprile 2019  | inedita         |
| 9  | Ghost of Butterfly Castle                      | Il fantasma del castello Butterfly                    | 7 aprile 2019  | inedita         |
| 10 | Cornball!                                      | Maisball                                              | 7 aprile 2019  | inedita         |
| 10 | Meteora's Lesson                               | Meteora impara                                        | 7 aprile 2019  | inedita         |
| 11 | The Knight Shift                               | Il turno del cavaliere                                | 14 aprile 2019 | inedita         |
| 11 | Queen-Napped                                   | Reginapimento                                         | 14 aprile 2019 | inedita         |
| 12 | Junkin' Janna                                  | Il ciarpame di Janna                                  | 14 aprile 2019 | inedita         |
| 12 | A Spell with No Name                           | L'incantesimo senza nome                              | 14 aprile 2019 | inedita         |
| 13 | A Boy and His DC-700XE                         | Un ragazzo e la sua Dragomoto                         | 21 aprile 2019 | inedita         |
| 13 | The Monster and the Queen                      | Il mostro e la regina Hampton                         | 21 aprile 2019 | inedita         |
| 14 | Cornonation                                    | L'incoronazione                                       | 21 aprile 2019 | inedita         |
| 15 | Doop-Doop                                      | Doop Doop                                             | 28 aprile 2019 | inedita         |
| 15 | Britta's Tacos                                 | I tacos di Britta                                     | 28 aprile 2019 | inedita         |
| 16 | Beach Day                                      | Giornata in spiaggia                                  | 28 aprile 2019 | inedita         |
| 16 | Gone Baby Gone                                 | Scomparse                                             | 28 aprile 2019 | inedita         |
| 17 | Sad Teen Hotline                               | Linea calda teenager tristi                           | 5 maggio 2019  | inedita         |
| 17 | Jannanigans                                    | Le stramberie di Janna                                | 5 maggio 2019  | inedita         |
| 18 | Mama Star                                      | Mamma Star                                            | 5 maggio 2019  | inedita         |
| 18 | Ready, Aim, Fire                               | Pronta, mira, spara                                   | 5 maggio 2019  | inedita         |
| 19 | The Right Way                                  | Il modo giusto                                        | 12 maggio 2019 | inedita         |
| 19 | Here to Help                                   | Qui per aiutare                                       | 12 maggio 2019 | inedita         |
| 20 | Pizza Party                                    | Pizza Party                                           | 12 maggio 2019 | inedita         |
| 20 | The Tavern at the End of the Multiverse        | La taverna alla fine del Multiverso                   | 12 maggio 2019 | inedita         |
| 21 | Cleaved                                        | Divisi 2                                              | 19 maggio 2019 | inedita         |